# Jonathan Ericsson
Jonathan Ericsson (Karlskrona, Svédország, 1984. március 2. –) olimpiai ezüstérmes svéd válogatott jégkorongozó.
2006-2007: Első észak-amerikai és AHL debütálása a Grand Rapids Griffins-ben (67 játékkal). Vezette a Grand Rapids Griffins-t 24 gólpasszal és 29 ponttal, és harmadikként végzett 102 perc büntetéssel, mint védőjátékos.

## Család
Édesapja (Sven), bátyja Jimmie Ericsson, szintén jégkorongozó, és öccse (Jesper) Svédországban jégkorongoznak, ezenkívül van egy húga, Fanny.

## Játékos karrier
2002-ben 291.-nek, azaz utolsónak draftolta a Detroit Red Wings a kilencedik körben. Egyszerre játszott az AHL-ben szereplő Grand Rapids Griffinsben és a Detroit Red Wingsben. Az első NHL-meccsét 2008. február 22-én játszotta a Calgary Flames ellen. Első találatát pedig a következő meccsen február 26-án, Mathieu Garon kapujába betalálva az Edmonton Oilers ellen szerezte.

## Fordítás
- Ez a szócikk részben vagy egészben  a   Jonathan Ericsson című angol Wikipédia-szócikk fordításán alapul.  Az eredeti cikk szerkesztőit annak laptörténete sorolja fel. Ez a jelzés csupán a megfogalmazás eredetét és a szerzői jogokat jelzi, nem szolgál a cikkben szereplő információk forrásmegjelöléseként.